# Michail Kravčuk
Mychajlo Filipovič Kravčuk (ukrajinsky Миха́йло Пили́пович Кравчу́к, rusky Михаи́л Фили́ппович Кравчу́к; 28. záříjul./ 10. října 1892greg. Čovnica, Volyňská oblast, Ukrajina – 9. března 1942 Kolyma, Magadanská oblast, Rusko) byl sovětský ukrajinský matematik, akademik ukrajinské akademie věd od roku 1929 a jeden ze zakladatelů ukrajinského ústavu matematiky. Je autorem asi 180 článků o matematice.
Zabýval se především diferenciálními a integrálními rovnicemi, přičemž studoval jak jejich teorii, tak aplikace. Jeho dvoudílnou monografii o řešení lineárních diferenciálních a integrálních rovnic metodou hraničních prvků přeložil někdy v letech 1938–1942 americký fyzik a vynálezce John Vincent Atanasoff, jemuž tato práce pomohla při sestrojování prvního elektronického digitálního počítače nazvaného Atanasoff–Berry computer (ABC).
Jeho studentka Klavdija Jakivna Latyševa byla první Ukrajinkou, která v roce 1936 obdržela doktorát matematických a fyzikálních věd.
Kravčuk byl profesorem matematiky v Kyjevském polytechnickém institutu Igora Sikorského. Mezi posluchače jeho přednášek patřili například budoucí přední raketoví a letečtí konstruktéři Sergej Koroljov, Archip Ljulka a Volodymyr Čelomej.
V únoru 1938 byl Mychajlo Kravčuk zatčen sovětskou tajnou policií a obviněn z účasti v ukrajinské teroristické nacionalistické organizaci. Nejvyšší soud SSSR jej poslal na dvacet let do Gulagu. V jednom z kolymských táborů také 9. března 1942 zemřel.
V září 1956 byl Mychajlo Kravčuk posmrtně rehabilitován a v roce 1992 byl opětovně přijat za člena Národní akademie věd Ukrajiny.
Byly po něm pojmenovány Kravčukovy mnohočleny a Kravčukovy matice.